# 前田光璃
前田 光璃（まえだ ひかり、1996年5月31日 - ）は、日本のグラビアアイドルである。東京都出身。アクアス・エンターテインメント所属。趣味は音楽鑑賞、特技は縄跳び。

## DVD
- 1stDVD「純粋少女」（Clubteen’s）2012/7
- 2ndDVD「太陽のヒカリ･16歳」[1][2]（Clubteen's）2012/9
- DVD「かなまりんてれび。vol.1」2012/10
- 3rdDVD「オトメノカタチ」[3]2012/12
- DVD「かなまりんてれび。vol.2」2013/2
- 4thDVD「スクぺた。SP」（BorderLine）2013/2
- DVD「かなまりんてれび。vol.3」2013/4
- 5thDVD「欲望のスイッチ」2013/5
- 6thDVD「純心Tバック」[4]2013/10

## TV
- 「かまなりんてれび。」スカパー！959ch　エンタ！959
- 「美少女VISION」スカパー!・EX ENTERTAINMENT
- 「まるごとTEEN GIRLS」スカパー！959ch　エンタ！959
- 「有吉反省会」日本テレビ

## WEB・携帯コンテンツ
- 「週刊宝島城」　撮り下ろし
- 「乙女学院」　撮り下ろし
- 「LOVEPOP」撮り下ろし
- 「代々木グラビアアイドル学園」Ustream配信

## その他
- ミスアクション2014候補生
- ワッチミーナ2014候補生
- ワッチミーナ1stシングルCD
- 「夢ワッチミーナChance」2014/4/9